# Alexa
Az Alexa női név az Alexandra rövidülése, jelentése: a férfiakat vagy a férfiaktól megvédő.

## Rokon nevek
Alexandra, Alexandrin, Alexandrina, Alexia, Alesszia, Aleszja, Szandra, Szendi

## Gyakorisága
Az újszülötteknek adott nevek körében az 1990-es években igen ritkán fordult elő. A 2000-es és a 2010-es években a 64-90. helyen állt 100 leggyakrabban adott női név között, de a népszerűsége csökken
A teljes népességre vonatkozóan az Alexa sem a 2000-es, sem a 2010-es években nem szerepelt a 100 leggyakrabban viselt női név között.

## Névnapok
március 18., március 20., május 18.

## Híres Alexák
„Alexa” utónevű személyek szócikkeinek listája a Wikidata alapján